# Robert Munro, 1. Baron Alness
Robert Munro, 1. Baron Alness, GBE, PC, KC, DL (* 28. Mai 1868 in Alness, Ross-shire; † 6. Oktober 1955) war ein britischer Jurist und Politiker der Liberal Party. Er war unter anderem zwischen 1910 und 1922 Mitglied des House of Commons, von 1913 bis 1916 Lord Advocate, zwischen 1916 und 1922 Minister für Schottland (Secretary for Scotland) sowie als Lord Justice Clerk von 1922 bis 1933 zweithöchster Richter Schottlands war. 1934 wurde er als Baron Alness geadelt und gehörte damit bis zu seinem Tode dem House of Lords als Mitglied an.

## Leben
Munro, Sohn von Reverend Alexander Rose Munro und Margaret Sinclair, begann nach dem Besuch der Aberdeen Grammar School ein Studium der Rechtswissenschaften an der University of Edinburgh, das er 1888 mit einem Bachelor of Laws (LL.B.) beendete. Ein weiteres postgraduales Studium an der University of Edinburgh schloss er mit einem Master of Arts (M.A.) ab. 1893 erhielt er seine anwaltliche Zulassung als Advocate bei der schottischen Anwaltskammer (Scottish Bar). Für seine Verdienste als Rechtsanwalt und Rechtsberater der Einkommensteuerbehörde (Board of Internal Revenue) wurde er 1910 zum Kronanwalt (King’s Counsel) ernannt.
Am 15. Januar 1910 wurde Munro für die Liberal Party erstmals Mitglied des House of Commons und vertrat dort bis zum 14. Dezember 1918 den Wahlkreis Wick District of Burghs. Am 30. Oktober 1913 löste er Alexander Ure als Lord Advocate ab und war damit bis zu seiner Ablösung durch James Avon Clyde am 5. Dezember 1916 Chefjustiziar der schottischen Exekutive und der Krone in Schottland für Zivil- und Strafrecht. Als solcher wurde er am 19. Dezember 1913 auch Mitglied des Geheimen Kronrates (Privy Council). In der Regierung von Premierminister David Lloyd George bekleidete er vom 10. Dezember 1916 bis zum 19. Oktober 1922 das Amt als Minister für Schottland (Secretary for Scotland). Bei der Unterhauswahl am 14. Dezember 1918 wurde er erneut zum Mitglied des House of Commons gewählt, in dem er nunmehr bis zum 31. Oktober 1922 den Wahlkreis Roxburghshire and Selkirkshire vertrat.
Munro, der 1919 einen Doktor der Rechte (LL.D.) erwarb, wurde 1922 als Nachfolger des verstorbenen Charles Dickson, Lord Dickson Lord Justice Clerk und bekleidete mit dem Titel eines Lord Alness diese Funktion bis zu seiner Ablösung durch Craigie Aitchison, Lord Aitchison 1933. Er war damit nach dem Lord President des Court of Session zweithöchster Richter Schottlands und fungierte als solcher zugleich als Lord President of the 2nd Division des Court of Session. Aufgrund seiner Verdienste wurde er 1923 Ehrenbürger (Freeman of the City) von Edinburgh sowie 1924 auch Bencher der Anwaltskammer (Inns of Court) von Lincoln’s Inn.
Nach Beendigung seiner Richtertätigkeit wurde Munro am 27. Juni 1934 als Baron Alness, of Alness in the County of Ross and Cromarty, in den erblichen Adelsstand der Peerage of the United Kingdom erhoben und gehörte damit bis zu seinem Tode dem House of Lords als Mitglied an. Er fungierte zeitweilig als Deputy Lieutenant (DL) von Edinburgh sowie 1945 als Lord-in-Waiting von König Georg VI. 1947 wurde er zum Knight Grand Cross des Order of the British Empire (GBE) geschlagen. Des Weiteren engagierte er sich unter anderem als Präsident der Grotius Society sowie als Vizepräsident der Building Societies Association und der Royal Caledonian School. Darüber hinaus war er Direktor des Versicherers General Accident Fire and Life Assurance Corporation.
Munro war zwei Mal verheiratet, und zwar vom 8. September 1898 bis zu deren Tode am 15. September 1920 mit Edith Gwladys Evans sowie vom 29. Oktober 1921 bis zu seinem Tode am 6. Oktober 1955 mit Olga Marie Grumler. Da er ohne Nachkommen verstarb, erlosch mit seinem Tode der erbliche Adelstitel des Baron Alness.